# Gråhuvad kungsfiskare
Gråhuvad kungsfiskare (Halcyon leucocephala) är en huvudsakligen afrikansk fågel i familjen kungsfiskare inom ordningen praktfåglar.

## Utseende
Gråhuvad kungsfiskare är en 21 centimeter lång kungsfiskare med grått huvud, svart rygg och mantel, skinande blå övergump, vingar och stjärt och kastanjefärgad undersida. Den långa och vassa näbben är röd. Liknande brunhuvad kungsfiskare (H. albiventris) har rödsvart näbb och savannkungsfiskaren (H. senegalensis) har mer blått på ryggen och saknar den kastanjefärgade buken.

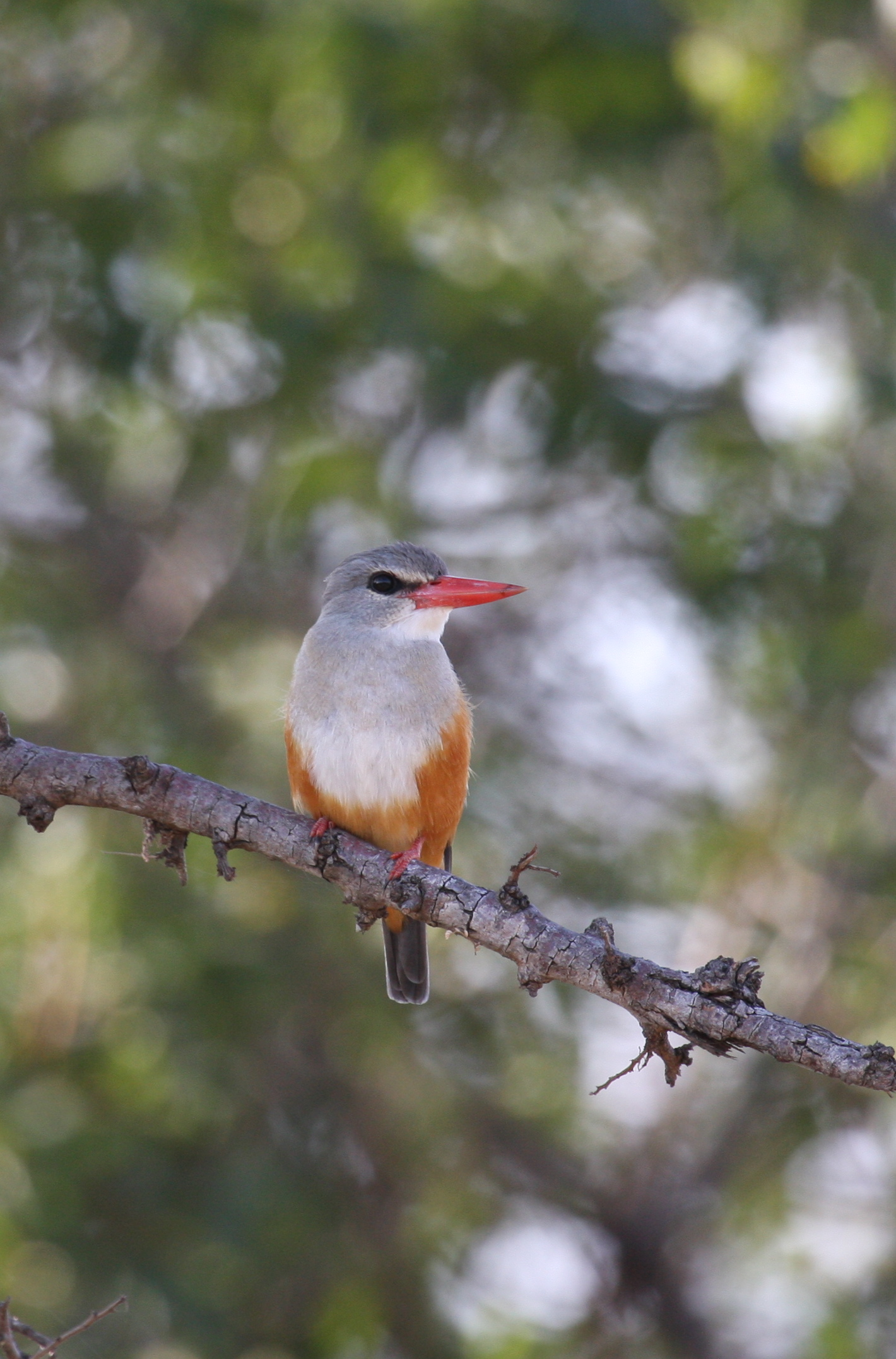
I Serengeti, Tanzania.
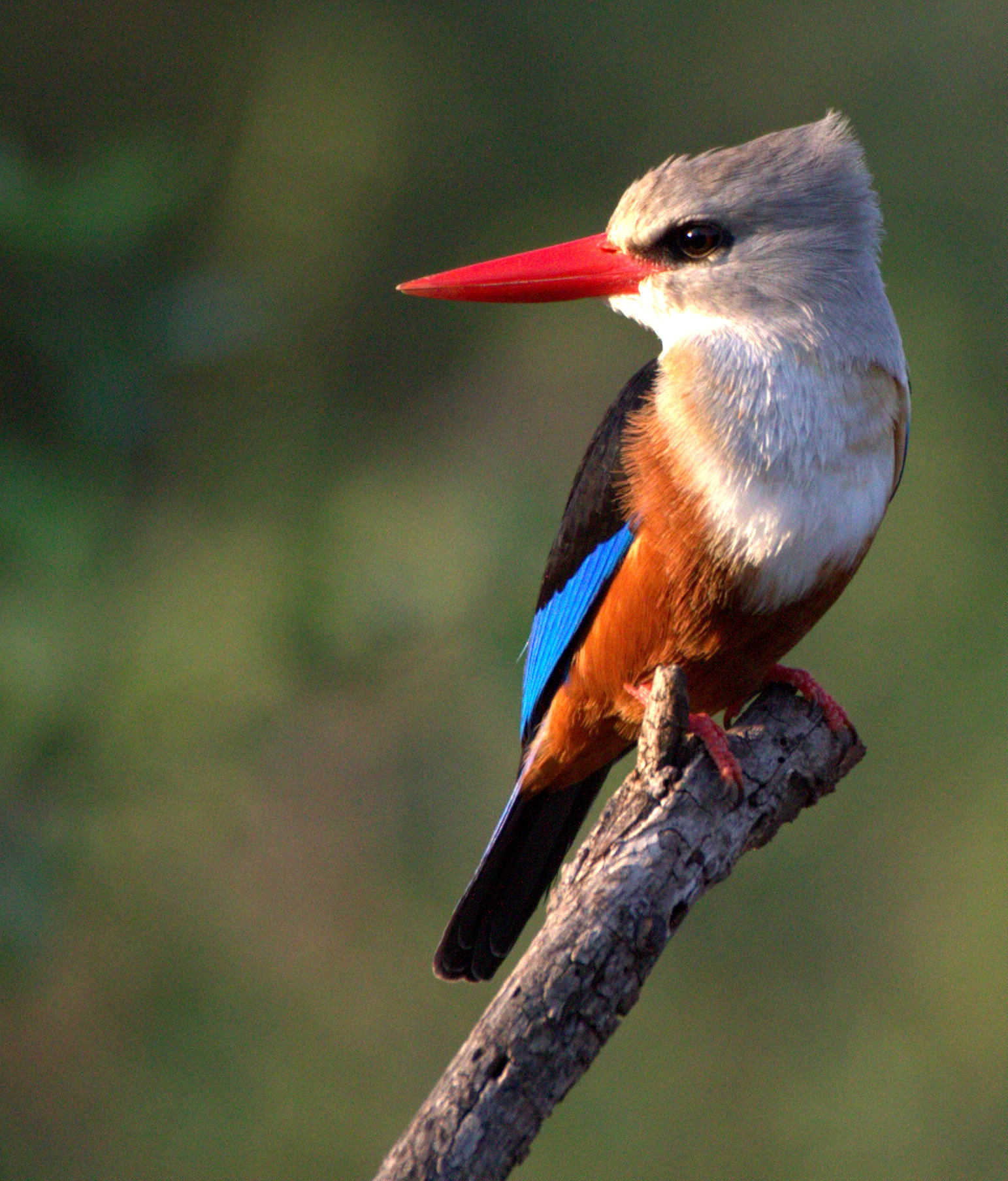
I Tanzania.
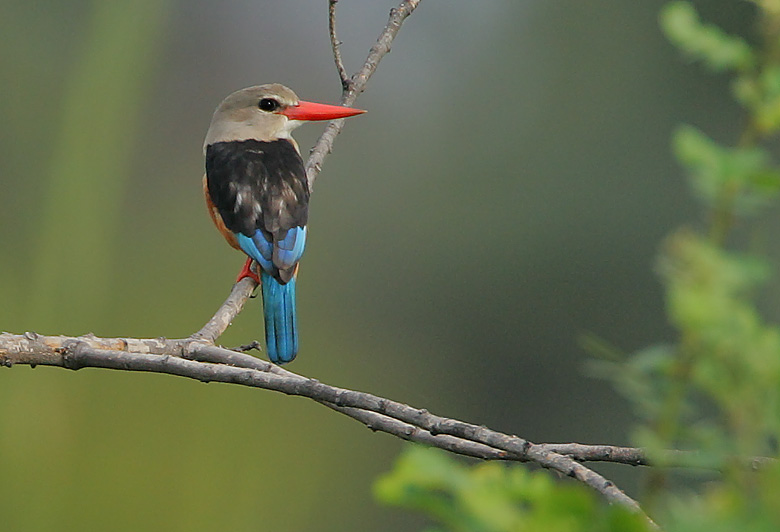
I Gambia.
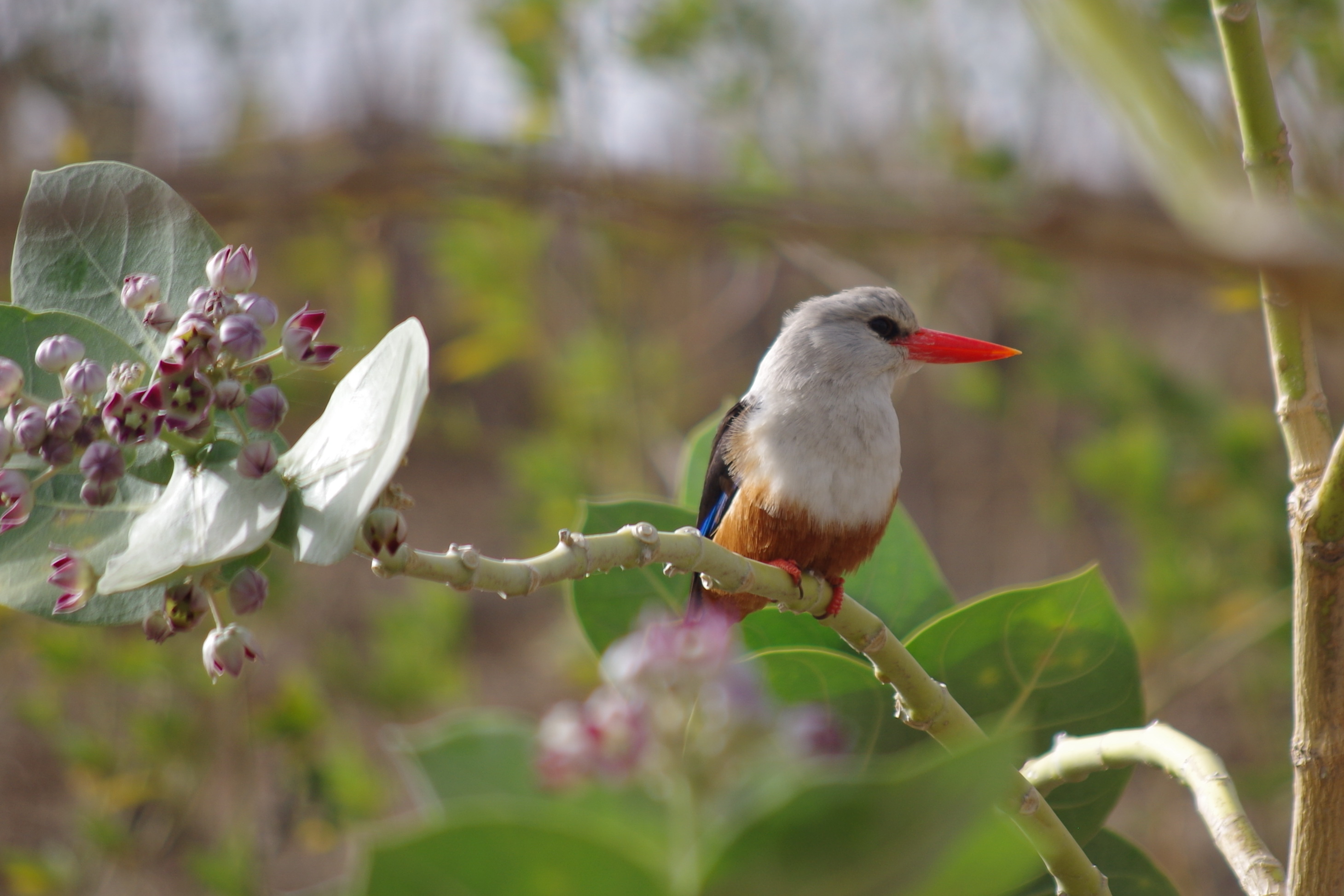
I Kap Verde-öarna.

## Utbredning och systematik
Gråhuvad kungsfiskare delas in i fem underarter med följande utbredning:
- Halcyon leucocephala acteon – Kap Verde-öarna (Santiago, Fogo och Brava)
- Halcyon leucocephala semicaerulea – Rödahavskusten längst ner på södra Arabiska halvön
- Halcyon leucocephala leucocephala – Senegal och Gambia till Etiopien, nordvästra Somalia och nordöstra Demokratiska republiken Kongo
- Halcyon leucocephala hyacinthina – södra Somalia och kustnära Kenya till Moçambique
- Halcyon leucocephala pallidiventris – Republiken Kongo, Demokratiska republiken Kongo, Rwanda och nordvästra Tanzania till norra Sydafrika

## Levnadssätt
Gråhuvad kungsfiskare förekommer i skogslandskap, buskmarker och odlingsbygd upp till 2200 meters höjd, ofta nära men till skillnad från de flesta kungsfiskare inte bunden till vatten. Fågeln ses ensam eller i par, ofta länge sittande blick stilla på en gren spanande efter insekter eller små ödlor. Den häckar i hål i branta flodbanker och försvarar boet aggressivt genom att störtdyka mot födosökande varaner. Den boparasiteras av svartstrupig honungsvisare (Indicator indicator).

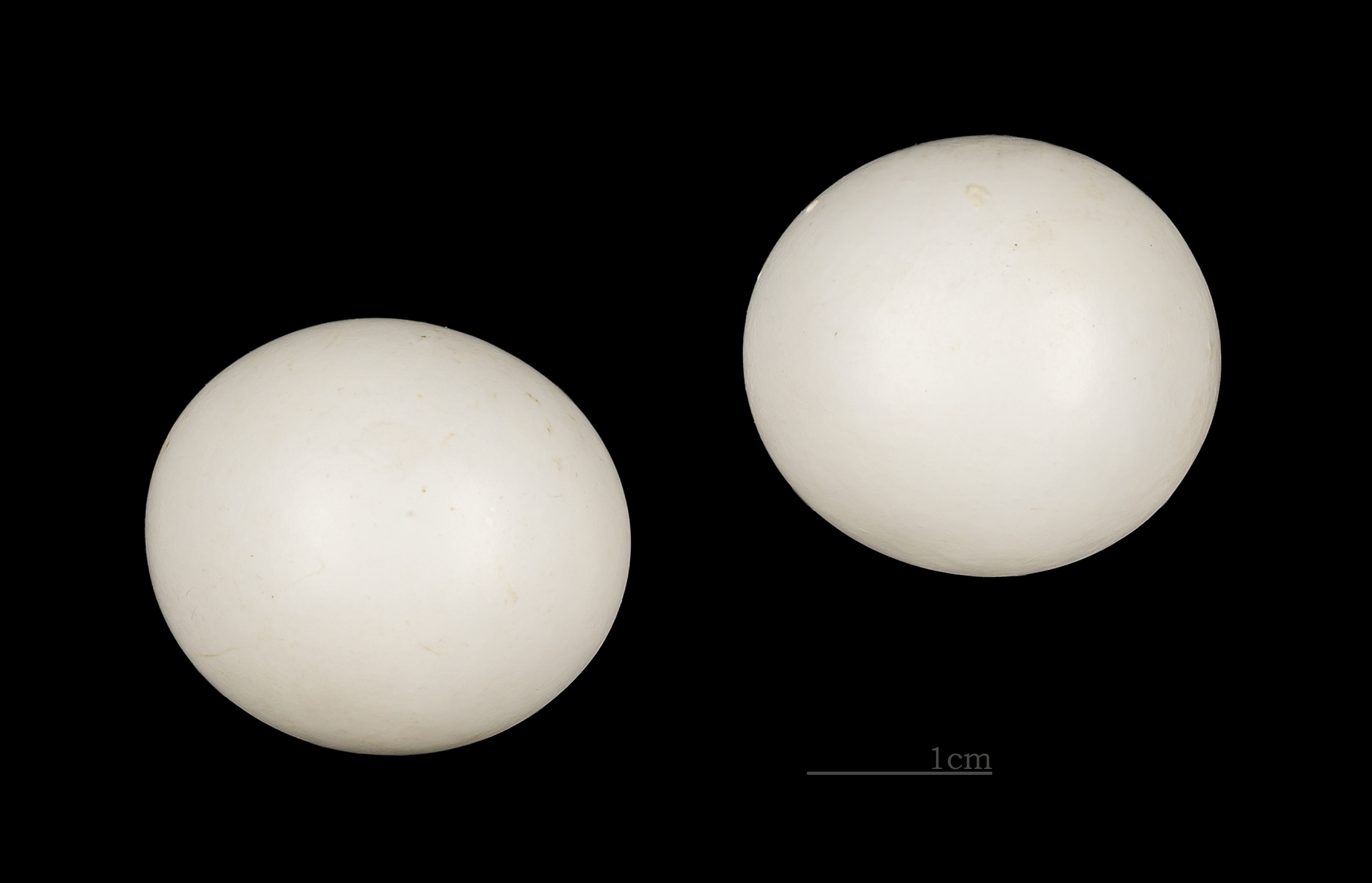
Den gråhuvade kungsfiskarens ägg.

## Status och hot
Arten har ett stort utbredningsområde och en stor population med stabil utveckling och tros inte vara utsatt för något substantiellt hot. Utifrån dessa kriterier kategoriserar internationella naturvårdsunionen IUCN arten som livskraftig (LC). Världspopulationen har inte uppskattats men den beskrivs som vanlig eller ganska vanlig.